# Gerlach de Culpen
Gerlach de Culpen of von Culpen (overleden tussen 1312-1339) was een Poolse militair, burggraaf van Lipowiec en zwager van de bisschop Jan Muskata.

## Biografie
Gerlach is waarschijnlijk in een middenklasse-gezin in Culpin-Kulpin bij Lauenburg geboren. Hij emigreerde op een zeker moment vanuit Silezie naar Klein-Polen. Gerlach trouwde met Adelaida, de zus van Jan Muskata, en wordt vermeld als eigenaar van Wieliczka.
Gerlach en zijn zwager Muskata kozen de kant van de Přemysliden in de strijd om de Poolse troon. Gerlach belegerde, plunderde en verwoeste in 1306 de Piasten-gezinde Benedictijnse abdij van Tyniec, waarna Wladislaus de Korte hem voor dit verraad Wieliczka ontnam.
Gerlach wordt in 1310 vermeld als burger van Krakau en had in 1312 zijn intrek genomen in het kasteel van Lipowiec, waar hij de burggraaf van Lipowiec was en het bevel voerde over het leger van Muskata. Rond deze tijd werd zijn enige bekende kind geboren.